# جسم پینه‌ای
جسم پینه‌ای (معادل لاتین Corpus Callosum به معنای جسم سخت) بخشی از مغز پستانداران است که وظیفه پیوند دو نیمکره مغزی راست و چپ را دارد. این بخش
گسترده‌ترین بخش سفید مغز است که از رشته‌های عصبی ۲۰۰ تا ۲۵۰ میلیون نورون ساخته شده‌است.
به‌طور کلی در یک شخص سالم، مغز به صورت یک کل به هم پیوسته عمل می‌کند و داده‌های یک نیم‌کره از راه جسم پینه‌ای به نیم کره دیگر راه می‌یابد. البته این ارتباط هرچند در پردازش اطلاعات بسیار مفید است؛ ولی گاه مانند برخی از انواع صرع مشکل‌آفرین است؛ زیرا یک حمله صرعی که در یک نیم کرهٔ مغز آغاز شده‌است با عبور از این پل، تمام مغز را تحریک می‌کند؛ لذا در برخی بیماران، جراحان اقدام به قطع جسم پینه‌ای می‌کنند. این افراد را «دو پاره مخ» می‌نامند.
رشته‌های انتهائی جسم پینه‌ای که از قسمت پسین آن (اسپلنیوم) به ناحیه پیشین نیمکره‌های مغزی می‌روند، انبرک قدامی (Forceps anterior) نام دارند.

## نگارخانه

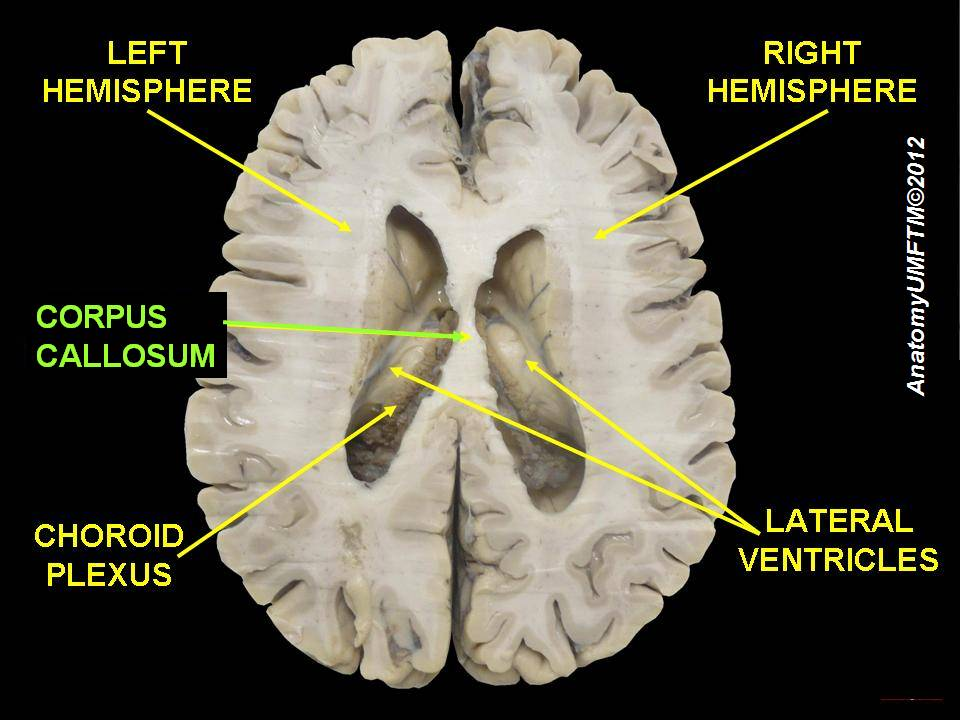
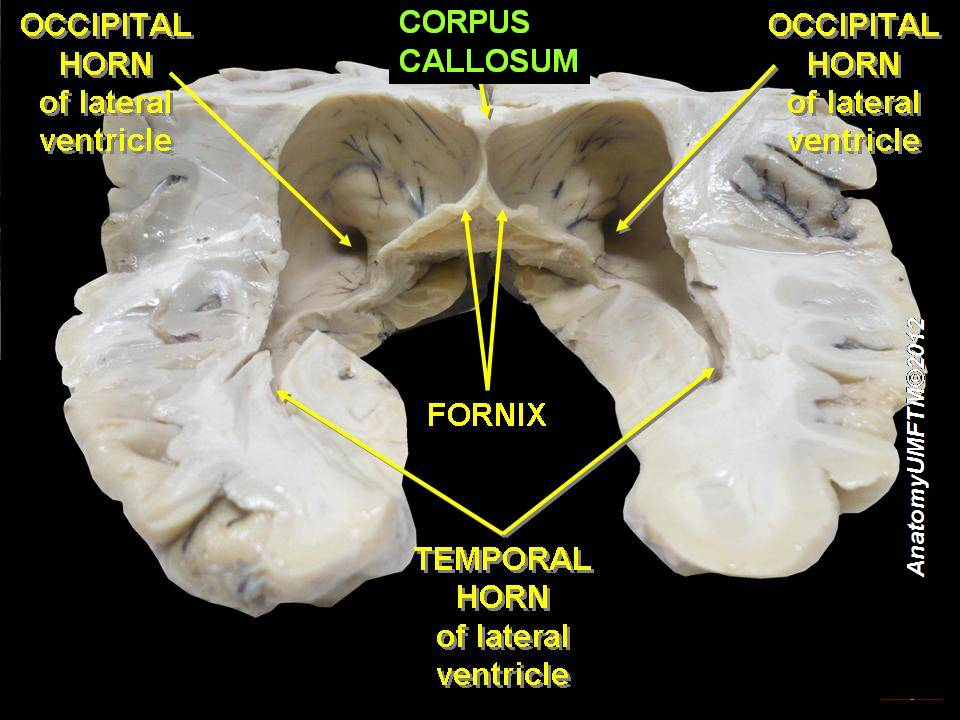
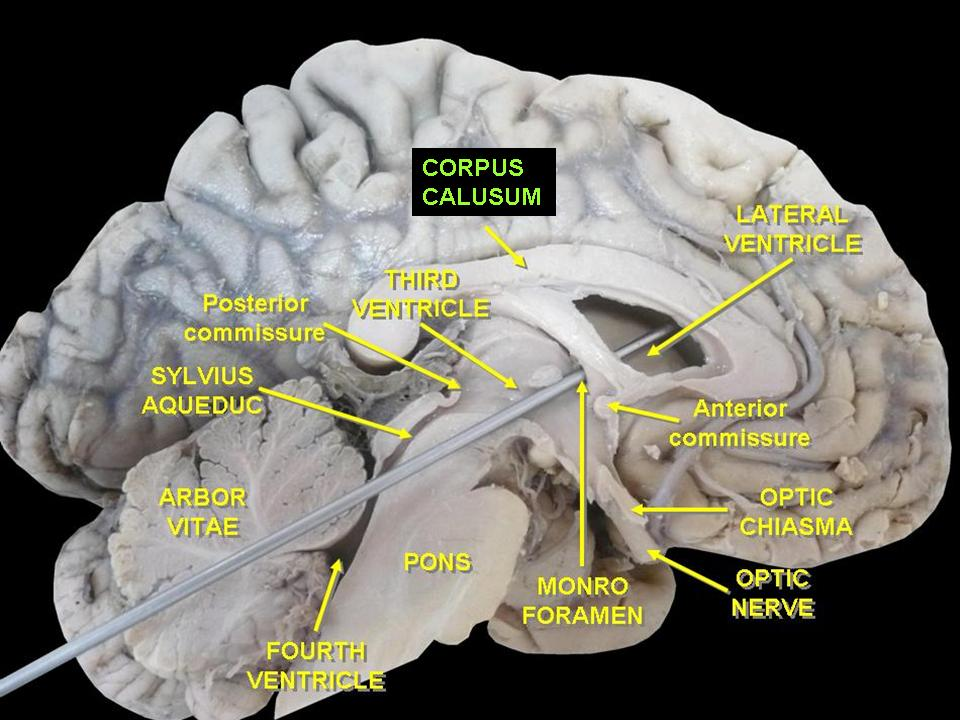